# ハングリー!
『ハングリー!』は、2012年1月10日から3月20日まで、関西テレビとホリプロの共同制作により、フジテレビ系列の火曜22時ドラマ枠で放送された、日本のテレビドラマ。全11回。
主演は向井理。初回は22:15から放送し15分拡大の23:24まで、最終回は22:10から放送し10分拡大の23:14まで放送。フジテレビ On Demandでは2012年1月13日有料インターネット配信開始。台湾では、2012年7月17日から31日まで、日本のテレビ番組専門チャンネル「緯來日本台」にて、『搖滾王子東京店HUNGRY』（「ロックプリンス東京店HUNGRY」の意）というタイトルで放送された。

## 概要
ミュージシャンを夢見ていた一人の青年が、オーナーシェフだった母の急死で母が経営していたフレンチレストラン「le petit chou」（ル・プティシュ）を継ぎ、幾多のトラブルにも負けない姿を描く。
主演の向井理は、プライムタイムでの連続ドラマ初主演となる。また、男性ボーカルデュオ・CHEMISTRYの川畑要と、2011年にジャニーズ事務所からSexy Zoneとしてデビューした佐藤勝利は、本作で俳優デビューした。
キャッチコピーは「料理 is ロック!!」。フランス料理は服部栄養専門学校が指導した。
本作で主人公・英介を演じた向井理と、まりあを演じた国仲涼子は、このドラマでの共演をきっかけにして、交際を始め、2014年12月に結婚した。

## あらすじ
山手英介はバンド「ROCKHEAD」のベースとしてロックミュージシャンを目指していたが人気が出ず、ついにその道を諦める。フレンチレストラン「le petit chou」のオーナーである母親・華子に「30歳までにメジャーデビュー出来なかったら店で働く」ことを条件に音楽活動をしていたため、英介は実家に帰り料理をする意思を伝えるが、華子は突然死してしまう。
英介は華子の意思を継ごうと「le petit chou」を再開させる決心をするが、父親・太朗がレストランの権限を敏腕実業家・麻生時男に譲っており、店は麻生の手により大胆な改装をされ店名も「GASTEREA」（ガステレア）へと変わり、かつての面影はなくなっていた。そこで英介はかつてバンドで練習をしていた倉庫を改装しレストランに仕立て上げ、かつてのバンドメンバーたちと華子の元で働いていた海老名睦子を店員に加え新生「le petit chou」を開店する。
しかし、コンセプトも定まらず客が集まらない。麻生との対決に敗れ店名を奪われると「ハラペコキッチン」と改名、敷居を下げて誰でも食べられるフレンチレストランを目指し、方向性の迷走やメンバー間の対立もありながら少しずつ軌道に乗せていく。また、英介と知り合った農園の娘・千絵は彼のことを意識し始め、英介とレストラン経営に反対していた恋人のまりあとの関係も変化していく。
しかし突然、大家がレストランを認めず店をたたむように命令し、それを機に英介は麻生の誘いであるフランス修行の話に乗る。修行の間メンバーたちは麻生の下で働き、その後また共に働くことを約束するも、社会に適応できず仕事はすぐに辞めてしまう。英介は、フランス修行に目的を見いだせなくなり、大家を自慢の料理で説き伏せ、店のファンたちに励まされて再び倉庫でレストラン「HUNGRY」を始めるのだった。

## 登場人物

### 主要人物
山手 英介（やまて えいすけ）（29→30）
演 - 向井理（7歳：長島暉実 / 13歳：飛田光里）
1982年2月1日生まれ。「ROCKHEAD」の元ベース、フレンチレストラン「le petit chou」オーナーシェフ（オーナー兼料理長）。中学校時代、女子の作った料理を正直に批評してしまったことで女子たちにいじめられ、それをロックに救われたことが切っ掛けで音楽活動を始める。専門学校では調理技術コンテストで優勝するなど類稀な才能を発揮し、オーナーシェフの母親からすぐにでも店で働くよう言われるが、「30歳までにメジャーデビュー出来なかったら、店で働く」ことを条件にそれを拒否しロックに専念する。しかし、音楽活動では食べていけず、生活費は全て母親が払っており、また自身もそこまでハングリーになれず、全く人気が出ずに終わる。30歳を迎える3カ月前に母親が急死したことを機に、店を継ぐことを決意する。
無愛想でぶっきら棒、毒舌家かつ頑固者だが実直で曲がったことが大嫌いな熱血漢である。料理の腕前もあって、仲間からの信頼は厚い。
大楠 千絵（おおくす ちえ）（20）
演 - 瀧本美織
「稲穂農業大学」に在学する女子大生。おいしい物が大好きで、好物は野菜全般。初めて食べた英介の料理を気に入ったことがきっかけで、次第に彼のことが気になり始める。実家は、「大楠農園」を経営している。
橘 まりあ（たちばな まりあ）（32）
演 - 国仲涼子
英介の恋人、「明和銀行」銀行員。自分の信念を貫く英介のことが好きで、彼のために料理を勉強している。しかし、英介がロックを辞めてレストランを始めたことにショックを受け、そのことが発端となり2人の間に溝が出来る。
麻生 時男（あそう ときお）（39）
演 - 稲垣吾郎（SMAP）（幼少期：石川樹）
新進気鋭の敏腕実業家、高級フレンチ店「GASTEREA」オーナー。味覚に優れているが、金銭至上主義で英介の父・太朗を騙し、「le petit chou」を買収するが、英介の実力を知り彼を敵対視する。幼少時に虐待を受けた経験を持つ。
住吉 賢太 (30）
演 - 塚本高史
スー・シェフ。「ROCKHEAD」の元ギター。英介とは小学校時代からの親友で、「le petit chou」 内で彼を積極的にサポートする。メンバーの中で、唯一の常識人で英介と拓の仲裁役である。
平塚 拓 (25)
演 - 三浦翔平
メートル・ド・テル。「ROCKHEAD」の元ヴォーカル。女好きで口が軽く、お調子者。英介とは口論が絶えない。半年前にバンドを脱退するが、再び英介の前に現れ「le petit chou」でバイトを始める。
藤沢 剛 (30)
演 - 川畑要（CHEMISTRY）
ガルド・マンジェ。「ROCKHEAD」の元ドラム。英介とは小学校時代からの親友で、強面で寡黙だが、実際は誠実な性格。私生活には謎が多い、味覚音痴。好物は酒。趣味は、筋トレ。賢太に誘われて「le petit chou 」でバイトを始める。

### le petit chou
海老名 睦子 (45)
演 - 片桐はいり
旧「le petit chou 」見習いパティシエ、現「le petit chou 」シェフ・ド・ラン。華子に憧れて、「le petit chou」で働き始める。パティシエを志望していた為、レストランのことはほとんど分からず、接客も苦手。夫がいるが現在、離婚調停で争っている。

### GASTEREA
和泉 佳奈 (29)
演 - 宮地真緒
旧「le petit chou 」コミドラン、現高級フレンチ店「GASTEREA」メートル・ド・テル。気配り上手で、彼女を目的に店を訪れる客が男女問わず多い。麻生に恋心を抱くが、逆に利用されてしまう。
柏木 一平 (29)
演 - 石黒英雄
シェフ。リヨンのレストランで働いていた頃、麻生に才能を見出され「GASTEREA」にヘッドハンティングされる。英介とは料理専門学校時代からの同級生。
東 則夫 (55)
演 - 田山涼成
旧「le petit chou 」スー・シェフ、現高級フレンチ店「GASTEREA」スー・シェフ。かつては「le petit chou 」で華子の右腕として働いていたが、麻生からの誘いで「GASTEREA」に移る。英介を幼い頃から知っており、現在でも彼のことを気にかけている。
戸塚 杏 (24)
演 - 林丹丹
コミドラン。芸能人好きでミーハーな一面がある。

### その他
高木 奈々 (20)
演 - 山下リオ
千絵と同じ大学に通う親友で、彼女の良き理解者。
山手 華子 (56歳没)
演 - 片平なぎさ
英介の母親。「le petit chou」前オーナー。英介の料理の才能を逸早く見抜いていたが、彼が後悔の無い人生を歩めるよう、後押ししていた。英介と一緒に仕事が出来る日を楽しみにしていたが、結局叶わず急死する。英介が赤ん坊の頃、彼を店の名と同じ“小さなキャベツちゃん”（フランス語で「le petit chou」）と呼んでいた。
山手 太朗 (57)
演 - 大杉漣
英介の父親。画家だが、全く売れず絵を描く時以外は、客相手に手品をしているが、英介からは邪魔者扱いされている。楽天家でお人好し。妻の死後、麻生に騙され「le petit chou」を手放してしまう。
大楠 義明 (52)
演 - 橋本じゅん
千絵の父親。「大楠農園」の経営者。
大楠 佐助 (14)
演 - 佐藤勝利（Sexy Zone）
千絵の弟。寛大かつ素直でマイペースな性格で勉強嫌い。姉同様、野菜が好物。
川和 透 (33)
演 - 丸山智己
「le petit chou」融資担当者、英介に経営計画が明確ではないのでお金は貸せないと融資を断る。
白山 祐希 (37)
演 - 鈴木砂羽
「ROCKHEAD」の元マネージャー。離婚歴があり、シングルマザー。バンド時代から英介のことが好きで狙っていたらしく、彼がレストランを開店後も英介たちの前に現れる。

### le petit chou常連客
ノリオ
演 - 浜野謙太（SAKEROCK）（第1 - 2・4 - 6・8 - 最終話）
「ROCKHEAD」の先輩ミュージシャン。最初はフレンチを馬鹿にしていたが、英介の作る料理の味に魅了され「le petit chou」の常連客となる。
本人
演 - THE BAWDIES（第1・7話）
本人
演 - 斎藤宏介 / 鈴木貴雄（UNISON SQUARE GARDEN）（第1 - 2・4 - 5・10 - 最終話）
本人
演 - 社長（SOIL&"PIMP"SESSIONS）（第1 - 2・6・8 - 最終話）
本人
演 - サイトウ "JxJx" ジュン（YOUR SONG IS GOOD）（第5 - 6話）
本人
演 - 大橋トリオ（第9話）
本人
演 - WAZZ UP（第9 - 最終話）
本人
演 - リリー・フランキー（第10話）
本人
演 - ASIDBLOW（最終話）

### ゲスト

#### 第2話
雅彦
演 - 光石研
道子
演 - 伊藤かずえ
上記2名は「le petit chou」を訪れたカップル。 初めての「普通」の客。道子は海外赴任が決まっており、旅立つ最後の晩餐だった。会えば喧嘩ばかりでまともに会話を出来ないでいたが英介の料理に癒されたことで、再び同じレストランで再会することを誓う。

#### 第3話
高嶺 薫
演 - かたせ梨乃
女優。華子が勤めていたホテルのレストラン時代からの友人である。華子の味を求めて「le petit chou」を訪れる。粗削りだが英介の作るフランス料理の中に華子の味が残っていることに感動し涙する。

#### 第4話
美咲
演 - 谷村美月
フミ
佐々木すみ江
演 -（少女期：横田美紀）
上記2名は体調が悪い祖母を気遣い、故郷で捕れる伊勢海老に似たオマール海老を求めてレストランを訪れる。フミは英介の味に触れ、海女時代の淡い青春を思い出し、暗かった表情が明るくなる。

#### 第5話
白山 飛優馬
演 - 篠田涼也（第9・最終話）
祐希の息子。日々の偏食が原因で肥満になりその容姿から同級生の女の子にからかわれ、ショックを受ける。英介の料理で世の中にはファーストフードより素晴らしい食べ物があることを知り、初めて痩せたいと思い始める。
きなこ
演 - 川田希
えりんぎ
演 - にしおかすみこ
ふらっぺ
演 - 立花彩野
こっぺ
演 - 愛未
上記4名は飲食業の夫や彼氏を持つSNSコミュニティの参加者たち。オフ会にまりあが「マーマレード」というハンドルネームで参加する。

#### 第7話
ピエル
演 - グレッグ・デール
パスカル
演 - ケーシー.C
上記2名はレストランガイド「マシュロン」覆面調査員。散々な1日で災難に見舞われていたピエルは太朗と偶然出会い、フレンチレストランとは知らず「HARAPEKO KITCHEN」に案内される。
鶴見 正人
演 - 橋本さとし（第8話）
アイドル専門のプロデューサー、レコード会社「DON'T DUCK KEY RECORDS」社長。ロックイベント「ミリオン・フェスティバル」を企画・運営している。
本人
演 - 安田奈央

#### 第8話
桃子
演 - 藤井美菜（第9話）
賢太の婚約者。結婚相手である賢太の職場を見たいと両親に頼まれ、押し切られる形で「HARAPEKO KITCHEN」に連れて行く。
梅雄
演 - 矢島健一 / 菊枝
宮地雅子（第9話）
桃子の両親。レストランの内装を見て最初は戸惑っていたが、店の雰囲気とはまた違い料理のおいしさに感動し、いい印象を持つ。
マユりん
演 - 佐々木彩夏（ももいろクローバーZ）
ロックとアイドルを融合した宇宙ビジュアル系バンドのヴォーカル。現在はデビューに向けて鶴見がバンドメンバーを探している。

#### 第10 - 最終話
金沢 亜矢子
演 - 矢田亜希子
宝飾デザイナー。「le petit chou」が店を構える倉庫のオーナーで、英介に立ち退きを勧告するためレストランを訪れ、その亜矢子が記念すべき300人目のお客だった。丹精込めて作った料理も刺激の強い調味料を加え、味を破壊してから食べる。味覚音痴だと思われていたが、実は理不尽なデマによる仕事上の挫折で自信を失くし、心の傷を負ったことによる行動だった。
阿久徳
演 - 春海四方（第10話）
阿久徳不動産経営者。金沢史雄の依頼で「le petit chou」と事業用賃貸借契約を交し、物件の管理業務を担当している。

金沢 史雄
演 - 梶原善（最終話）
亜矢子の夫。仕事の挫折で、心身ともにおかしくなった妻を変わらず愛している。懐かしい味、華子が作るテリーヌを食べれば無くした気持ちを取り戻せるのではないかと考え、英介にその味を再現して欲しいと依頼する。
海老名 はと子
演 - 野村真由美（最終話）
大学進学を控える睦子の娘。地元ではなく東京の大学に進学したいから、あのレストランで働いて欲しいと睦子にお願いする。
本人
演 - 佳衣
本人
演 - 翔也
本人
演 - 勇（DIAURA）（最終話）
上記3名は拓が新しく組んだバンド「VIAURA」メンバー。

## スタッフ
- 脚本：大森美香
- 演出：本橋圭太、白木啓一郎（関西テレビ）、木内健人
- 音楽：大橋トリオ
- 音楽協力：メディアプルポ
- 演奏監修：谷本真規、石村順、有松益男
- ベース指導：石村順[4]
- ドラム指導：有松益男
- 技術協力：バル・エンタープライズ
- 美術協力：テレビ朝日クリエイト
- 音響効果：スポット
- 編集・MA：ザ・チューブ
- 料理協力：服部栄養専門学校
- 料理監修：服部幸應
- 料理指導：佐藤月彦
- フードコーディネーター：結城摂子
- スタジオ：レモンスタジオ
- プロデューサー：河西秀幸（関西テレビ）、平部隆明（ホリプロ）
- 制作：関西テレビ放送、ホリプロ

## 楽曲
主題歌
THE BAWDIES「ROCK ME BABY」（ビクターエンタテインメント）
挿入歌
安田奈央「真夜中のひだまり」（ユニバーサルミュージック）
ROCKHEAD「自由の街」
劇中曲
THE BAWDIES「HUNGRY」（ビクターエンタテインメント）

## サブタイトル
| 話数                                                       | 放送日        | サブタイトル                                            | 演出       | 視聴率 |
| ---------------------------------------------------------- | ------------- | ------------------------------------------------------- | ---------- | ------ |
| 第1話                                                      | 2012年1月10日 | 超ドSシェフ誕生…満足させてやる!                         | 本橋圭太   | 14.2%  |
| 第2話                                                      | 2012年1月17日 | ライバル店に宣戦布告!…が、閉店の危機。遂にお客が!       | 本橋圭太   | 15.3%  |
| 第3話                                                      | 2012年1月24日 | 裏切り者の元バンドメンバーがきた! 手ごわい大女優もきた! | 白木啓一郎 | 12.7%  |
| 第4話                                                      | 2012年1月31日 | オマール海老で真剣勝負だ! 恋は涙の味だ…                 | 白木啓一郎 | 11.1%  |
| 第5話                                                      | 2012年2月07日 | 悪戦苦闘! 子供を飯で変えてやる!                         | 本橋圭太   | 13.5%  |
| 第6話                                                      | 2012年2月14日 | 存続危機! アイツと遂に一世一代の勝負                    | 本橋圭太   | 12.0%  |
| 第7話                                                      | 2012年2月21日 | 覆面調査員は見た! 友情と恋亀裂! 店は分裂                | 木内健人   | 11.7%  |
| 第8話                                                      | 2012年2月28日 | 別れの時! 宿敵の甘い誘惑…                               | 白木啓一郎 | 10.8%  |
| 第9話                                                      | 2012年3月06日 | まさか! 結婚式で料理対決だ!                             | 本橋圭太   | 10.9%  |
| 第10話                                                     | 2012年3月13日 | 最後の客を最高の仲間と料理で                            | 白木啓一郎 | 12.3%  |
| 最終話                                                     | 2012年3月20日 | 空腹が人を幸せにする! 俺の料理を食ってくれ              | 本橋圭太   | 14.3%  |
| 平均視聴率 12.7%（視聴率は関東地区・ビデオリサーチ社調べ） |               |                                                         |            |        |

## 漫画
コミカライズ版が『別フレ2012』（講談社）の2012年3月号に掲載され、単行本では描きおろしが加えられている。脚本を大森美香、作画を北川夕夏が担当している。
- 脚本：大森美香、作画：北川夕夏『ハングリー!』講談社〈KC別冊フレンド〉、2012年3月13日発売[7]、ISBN 978-4-06-341790-6